# Cofactor de molibdeno
Un cofactor de molibdeno (MoCo) es un grupo prostético común a prácticamente todas las molibdoenzimas y ubicuo en todos los reinos de la vida. Las enzimas dependientes de MoCo desempeñan un papel central en muchos procesos biológicos de importancias tales como el catabolismo de purinas y azufre en mamíferos, la respiración anaeróbica en bacterias, y la asimilación de nitrato en plantas. En humanos, la deficiencia de MoCo provoca una pérdida pleiotrópica de actividad en numerosas enzimas tales como la sulfito oxidasa, xantina oxidorreductasa, y aldehído oxidasa, las cuales a su vez provocan anormalidades neurológicas y decesos en la infancia temprana.

## Identidad química
Se trata de un complejo de coordinación entre la molibdopterina, la cual a pesar del nombre no contiene molibdeno, y un óxido de molibdeno. El molibdeno en este cofactor se encuentra en su estado totalmente oxidado (VI), similar a como se encuentra en el anión molibdato.

## Papel biológico
El cofactor de molibdeno funciona directamente en las enzimas etilbenceno deshidrogenasa, gliceraldehído-3-fosfato ferredoxín oxidorreductasa y en la arsenato reductasa respiratoria.
En animales y plantas estas enzimas utilizan molibdeno unido al sitio activo por medio de un cofactor de molibdeno tricíclico. Prácticamente todas las enzimas que hacen uso de molibdeno identificadas hasta el momento en la naturaleza utilizan este cofactor, con excepción de las filogenéticamente mucho más antiguas nitrogenasas que contienen molibdeno, las cuales fijan nitrógeno en algunas bacterias y cianobacterias. Las enzimas con molibdeno en animales y plantas catalizan la oxidación, y algunas veces la reducción, de algunos tipos de moléculas pequeñas, también como parte de la regulación del nitrógeno, azufre y carbono.

## Información nutricional
A diferencia de muchos otros cofactores, el cofactor MoCo no puede ser incorporado como nutriente, y por lo tanto requiere una síntesis de novo completa. 
La biosíntesis del cofactor de molibdeno (MoCo) ocurre en cuatro etapas: (i) la ciclación mediada por radicales de un nucleótido, la guanosina 5'-trifosfato (GTP), para formar (8S)‑3',8‐ciclo‑7,8‑dihidroguanosina 5'‑trifosfato (3',8‑cH2GTP), (ii) la formación de piranopterina cíclica monofosfato (cPMP) a partir de 3',8‑cH2GTP, (iii) la conversión de cPMP en molibdopterina (MPT), (iv) la inserción del anión molibdato en la MPT para formar MoCo.